# Тімофєєв Володимир Олександрович
Тімофєєв Володимир Олександрович (нар. 23 квітня 1953) — український фахівець з автоматизованих систем управління, доктор технічних наук (з 2006), професор (з 2011), завідувач кафедри економічної кібернетики та управління економічною безпекою Харківського національного університету радіоелектроніки (з 2007), академік Міжнародної академії наук прикладної радіоелектроніки та Академії інформатики. 

## Біографія
Володимир Тімофєєв народився 23 квітня 1953 року.
У 1975 році він закінчує  Харківський інститут радіоелектроніки за спеціальністю  "автоматизовані системи управління" і починає працювати на посаді інженера на кафедрі Автоматизованих систем управління.
У 1986 році він захищає дисертацію на тему «Алгоритми параметричного контролю організаційно-технічних систем» для здобуття наукового ступеня кандидата технічних наук на базі Харківського інституту радіоелектроніки за спеціальністю "автоматизовані системи управління".
З 1983 року він був асистентом, старшим викладачем, доцентом кафедри Економіки та організації управління виробництвом, електронно-обчислювальних машин про Харківському інституті радіоелектроніки.
У 2006 році Володимир Тімофєєв захищає докторську дисертацію на тему: «Синтез адаптивних критичних систем керування в умовах невизначеності» при Харківському національному університеті радіоелектроніки за спеціальністю "системи та процеси керування".
У 2007 році він стає завідувачем кафедри економічної кібернетики та управління економічною безпекою у Харківському національному університеті радіоелектроніки, а з 2011 року —– професор цієї кафедри.

## Наукова робота
Володимир Тімофєєв є членом спеціалізованої вченої ради Д 64.089.04
Під його керівництвом були  захищені 3 кандидатські дисертації.
Він член бюро секції інформатики Російської академії наук, член ДЕК Харківського аерокосмічного університету «ХАІ».

## Творчий доробок
Володимир Тімофєєв є автором понад 100 друкованих наукових та методичних робіт:
1. Тімофєєв В.О. Моніторинг економічних умов синтезу невизначенності. — Монографія.
2. Гурін В.М., Тімофєєв В.О. Інформаційні системи в економіці. — Навч. посібник.
3. Авраменко В.П., Татанов И.В., Панасенко А.А., Тимофеев В.А. Моделирование организационно- технических систем. // Изд-во «Русское слово». — Рязань, 2005. — 319 с.
4. Тимофеев В.А. Об одной модификации рекуррентного МНК при моделирования экономических систем // Вестник НТУ ХПИ: Харьков — 2006. — №34. — С. 185—192.
5. Тимофеев В.А. Оптимизация процесса идентификации в технико-экономических системах // Системы обработки информации. – Сб. науч. тр. Харьковского военного университета: Харьков- 2004. — Вып.6. — С. 205—213.
6. Тимофеев В.А., Лага С. Мониторинг качества автоматизированого управления технологическими линиями проката листовой стали // Науковий вісник Херсонської державної морської академії. — 2014 №1. — С. 318—323.
7. Кирий В.В., Тимофеев В.А. Мониторинг экономических процесов при коррелированных результатах наблюдений // Материалы Международной научно-практической конференции [«Математическое моделирование процессов в экономике и управлении инновационными проектами (ММП—2014)»], (Коблево, 16—21 сентября 2014 г.). — Труды–Харьков: ХНУЭ, 2014. — С. 89—90.
8. Тимофеев В.А. , Лещенко Е.В. Синтез информационно-логической модели компьютеризированной системы оперативного управления конкурентоспособностью предприятия // Материалы Международной научно-практической конференции [«Математическое моделирование процессов в экономике и управлении инновационными проектами (ММП-2014)»], (Коблево, 16–21 сентября 2014 г.). — Труды-Харьков: ХНУЭ, 2014. — С.185—188.
9. Кирій В.В., Тімофєєв В.О., Умяров К.Т. Інструментарій багатовимірного моделювання оцінки потенціалу розвитку регіону // Вестник национального техніческого университета «ХПИ», серия «Стратегічне управління, управління портфелями, програмами та проектами», Харьков, 2015 . — №2(1111). — С. 13—18.